# Richwiller
 Richwiller (en alsacià Richwiller) és un municipi francès, situat a la regió del Gran Est, al departament de l'Alt Rin. L'any 2004 tenia 3.368 habitants.

## Demografia
| 1962  | 1968  | 1975  | 1982  | 1990  | 1999  |
| ----- | ----- | ----- | ----- | ----- | ----- |
| 2.309 | 2.352 | 2.655 | 2.938 | 3.150 | 3.325 |

## Administració
| Període   | Identitat         | Partit |
| --------- | ----------------- | ------ |
| 1970-1983 | Victor Ganter     |        |
| 1983-1989 | Henri Hagenbach   |        |
| 1989-2008 | Philippe Schenini |        |
| 2008-     | Vincent Hagenbach |        |